# Gabriel de Solages
Pour les autres membres de la famille, voir Famille de Solages.
Gabriel Charles, vicomte de Solages (né le 19 août 1711 au château de Vailhauzy (Saint-Affrique), mort le 28 juillet 1799 au château de la Verrerie, à Blaye (Tarn), connu aussi sous le nom de chevalier de Solages), est un officier général et industriel-verrier français du XVIIIe siècle.

## Biographie

### La famille de Solages
De noblesse d'épée, la famille de Solages est originaire du Rouergue. Elle a pour armes : « D'azur, au soleil d'or agissant ».
En 1473, le mariage d'Antoine de Solages avec Blanche de Robal permet d'ajouter au soleil d'or qui est le blason primitif, « 3 rocs d'échiquier d'argent posés 2 et 3 ».
La famille devient carmausine le 23 septembre 1724, lorsque son père François Paul de Solages, venu d'un village à 80 kilomètres à l'est de Carmaux s'installa et épousa la fille du seigneur du lieu, Catherine Marie de Ciron, marquise de Carmaux, le 23 septembre 1724.
Le 13 octobre 1749, à Clermont-en-Argonne, Gabriel de Solages épouse Marie de Julliot de Longchamps (1724-1827), fille de Jean François de Julliot de Longchamps, gentilhomme-verrier, et de Françoise Pélagie des Guyots.

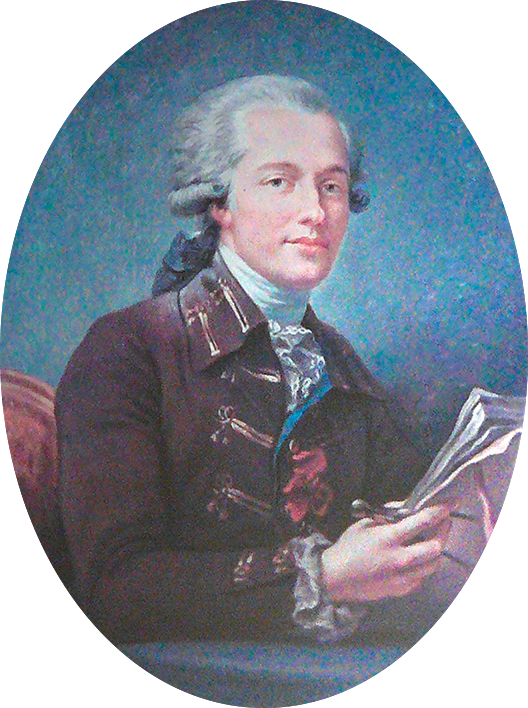
Portrait de Gabriel de Solages.
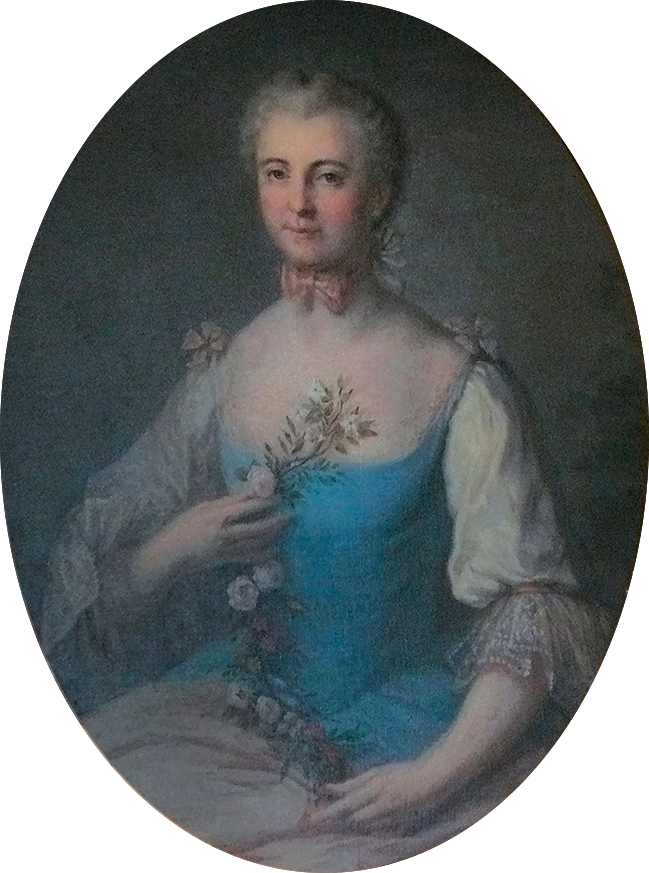
Portrait de son épouse, Marie de Julliot de Longchamps.

### Carrière militaire
Reçu page du roi en la Grande Écurie en septembre 1729, il suit la carrière des armes conjointement avec ses frères. Lieutenant dans le régiment de Royal-Carabiniers, il prend part aux campagnes d'Italie, puis à celles d'Allemagne et de Bohême.
Mestre de camp d'une brigade de carabiniers, puis brigadier de cavalerie en mars 1767, il est nommé commandant pour le roi en Albigeois en 1770 et promu maréchal de camp en 1780.

### Les activités verrières et minières
Gabriel de Solages a créé la première verrerie à charbon du Sud-Ouest en 1751, et a repris en 1752, à la suite de son frère aîné le marquis de Carmaux, l'exploitation des mines de houilles situées à Carmaux, dans le département du Tarn, qui deviendra ensuite la Verrerie Royale à Sainte Clotilde puis la Verrerie ouvrière d'Albi, lors de sa reprise par les ouvriers en Société coopérative de production.
Le département du Tarn jouissait, depuis le XVe siècle, d'une longue tradition verrière, à travers ses verreries de la Forêt domaniale de la Grésigne et de la Montagne Noire. La première était utilisée au maximum par les verriers, lors de la visite de Louis De Froidour de Sérizy, à qui Colbert confie la rédaction de l'Ordonnance sur le fait des Eaux et Forêts du 13 août 1669, aboutissant à limiter l'utilisation du bois pour les verreries.
Gabriel de Solages, désigné par la suite sous le nom de Chevalier de Solages, a réussi à accroître l'importance de l'entreprise et contourner les difficultés de transport, en recourant au charbon de Carmaux, et en consommant sur place la plus grande partie de ses produits : il fit construire une verrerie à bouteilles pour laquelle il sollicita une concession, accordée par arrêté du Conseil d'État du 2 mai 1752.
Pour la fabrication des bouteilles en verre noir, il fit appel à des verriers de la Grésigne et du Champenois, hautement qualifiés. La verrerie ira jusqu'à atteindre 800 ouvriers en 1882, qui constituent une corporation ouvrière privilégiée, bénéficiant de salaires élevés.
En 1759, afin de donner un nouveau débouché à sa production, il encourage le projet de son Directeur des Mines (1754-1787), Théodore Fastré : la production industrielle de chaux issue de la combustion de charbonille (mélange de charbon et de schiste) et de calcaire dont l'utilisation en agriculture, via la pratique du chaulage, fut à l'origine d'une véritable révolution agricole dans le Languedoc aux XVIIIe et XIXe siècles.
Un règlement paru en 1744 avait déjà mis un peu d'ordre dans les exploitations minières, soumises à une autorisation préalable fixant diverses mesures de sécurité. C'est en vertu de ce règlement que le 12 septembre 1752, quatre mois après le feu vert à la verrerie, le roi Louis XV accorda au chevalier de Solages, pour vingt ans, le monopole de l'exploitation du gisement de Carmaux, prolongé à différentes reprises.
Gabriel de Solages créa la Compagnie de Carmaux, dans laquelle il était majoritaire, et fit travailler des ouvriers des mines de Flandres guidés par des chefs d'ateliers, ainsi que par des charpentiers, des boiseurs et un directeur, Théodore Fastré, venus dans le bassin vers 1750. La société a une centaine de salariés dont la moitié travaille au fond.
En 1782, il faisait valoir que les charbons, parfois extraits à 120 mètres de profondeur, étaient d'une qualité supérieure aux meilleurs charbons d'Angleterre, tandis qu'un embryon d'entreprise sidérurgique est créée au saut du Tarn, en 1787, par le vicomte François Gabriel de Solages, découvrant une mine de fer près d’Alban (à environ 20 km de Saint-Juéry). Un fourneau catalan fournir 150 kg de fer en 5 ou 6 heures, mais la première réelle tentative d’implantation industrielle débute en 1793, quand l’ingénieur Dodun établit un rapport signalant les possibilités du site.
En 1789, 200 ouvriers extrayent 6 500 tonnes de combustibles à Carmaux.
En décembre 1793, sous la Terreur, les Solages furent suspectés de soutenir le mouvement royaliste. Gabriel, son épouse et son fils François-Gabriel furent arrêtés, et les mines furent mises sous séquestre et nationalisées. La chute de Robespierre permit aux de Solages d'être libérés. Malgré de nombreuses protestations de la part des propriétaires, ils parvinrent à diriger de nouveau les mines de Carmaux.
En 1873 la Société des mines de Carmaux (SMC) devient propriétaire des houillères, les besoins d'extraction deviennent importants et les effectifs de mineurs augmentent rapidement : il y avait 2 000 mineurs en 1880 et presque 3 500 en 1900.
Le château de la famille fut construit en 1755 par Gabriel de Solages, fondateur des mines de Carmaux, un peu à l'écart, sur la commune voisine de Blaye, et transformé en un imposant château par son arrière-petit-fils Achille, pendant la Restauration. Petit-fils du chevalier, Gabriel-Hippolyte de Solages (1772-1843), achète en 1808 le château de Mézens qui, depuis lors, est resté dans la famille.

## Pour approfondir